# جاكوب أمان
جاكوب أمان (بالفرنسية: Jacob Amman)‏ هو خياط سويسري، ولد في 12 فبراير 1644 في Erlenbach im Simmental ‏ في سويسرا، وتوفي في 1730 في تسلفيلر في فرنسا.

## وصلات خارجية
- جاكوب أمان على موقع الموسوعة البريطانية (الإنجليزية)